# Voltasøen
Voltasøen er med et areal på 8.502 km², en af verdens største inddæmmede søer og ligger i Ghana. Den dannedes, da Voltafloden blev opdæmmet ved Akosombodæmningen i 1965.
6°33′N 0°1′Ø / 6.550°N 0.017°Ø
|  | Infoboks uden skabelon Denne artikel har en infoboks dannet af en tabel eller tilsvarende. |